# Yael Bartana
Yael Bartana (hébreu : יעל ברתנא ; née le 22 décembre 1970 à Kfar Yehezkel, un moshav de la vallée de Jezreel) est une artiste contemporaine vidéaste israélienne.

## Biographie
Après ses études à l'École des beaux-arts Bezalel puis à la Rijksakademie d'Amsterdam, elle commença ses expositions solo à partir de 2004.

## Biennales et expositions internationales
Yael Bartana a été retenue pour la documenta XII (2007) et la Biennale de São Paulo (2010).
Elle représente la Pologne à la 54e Biennale de Venise. Bien que de nationalité israélienne, le fait que ses ancêtres aient été polonais lui permet de représenter ce pays. Elle présente un triptyque de trois vidéos : Mary Koszmary (2007), Mur i wieza (2009) et Zamach (2011) sous le titre générique « ...and Europe will be stunned ». Le thème central est les activités et revendications du Mouvement de la Renaissance juive en Pologne, un groupe politique fictif qui demande le retour de trois millions de Juifs ashkénazes en Pologne. Le questionnement est ici celui des nationalismes au XXe siècle : du sionisme au nationalisme polonais ainsi que le problème de l'absence d'un État palestinien.

## Prix
- Artes Mundi (Pays de Galles, 2010)
- Prix Dazibao (Montréal, 2009)
- Prix de Rome (Académie des beaux-arts, Amsterdam, 2005)
- Dorothea von Stetten KinstPreis (Kunstmuseum, Bonn, 2005)
- Nathan Gottesdiener Foundation Israeli Art Prize (2005)
- Prix Anselm Kiefer (2003)

## Expositions solo
- Media City Seoul 2010, Séoul, Corée (2010)[2]
- Moderna Museet, Malmö, Sweden (2010)[3]
- Artes Mundi, Cardiff, Pays de Galles 2010[4]
- Yael Bartana at P.S.1 (New York) 2009[5],[6]
- Foksal Gallery, Varsovie, Pologne (2008)
- Center for Contemporary Art, Tel Aviv, Israël (2008)
- The Power Plant, Toronto, Canada (2007)
- Kunstverein Hamburg, Hambourg, Allemagne (2006)
- Museum St. Gallen, Saint-Gall, Suisse (2005)
- Sommer Contemporary Art, Tel Aviv, Israël (2004)
- MIT List Visual Arts Center, Cambridge, Massachusetts, USA (2004)